# Comitatul Pope, Illinois
Comitatul Pope, conform originalului din limba engleză, Pope County, este unul din cele 102 de comitate ale statului american Illinois. Conform Census 2000 populația totală era de 4.413 de locuitori. Sediul comitatului este localitatea Golconda. Comitatul este cel mai depopulat dintre toate cele 102 comitate ale statului Illinois.
Comitatul a fost organizat în anul 1816 din porțiuni ale altor două comitate ale statului Illinois, Gallatin și Johnson, fiind numit după Nathaniel Pope, secretar al Teritoriului Illinois.

## Geografie
Conform biroului de recensăminte al Statelor Unite ale Americii, United States Census Bureau, comitatul are o suparfață de 700 mile patrate, adică 1.812 km²), dintre care 694 mile pătrate sau 1.797 km² reprezintă uscat, iar restul de 6 mi², sau 15 km², este apă (0,84%).

## Demografie
|  | Graficele sunt indisponibile din cauza unor probleme tehnice. Mai multe informații se găsesc la Phabricator și la wiki-ul MediaWiki. |

Date: Wikidata - grafică realizată de Wikipedia